# Anna Cieślak
Anna Cieślak (ur. 17 września 1980 w Szczecinie) – polska aktorka teatralna i filmowa. Od 2011 w zespole Teatru Polskiego im. Arnolda Szyfmana w Warszawie.

## Życiorys
Jej stryjem był Bronisław Cieślak. W młodości przez dwa lata trenowała taniec. Ukończyła VI Liceum Ogólnokształcące w Szczecinie, a w 2000 naukę w Lart StudiO. W 2004 ukończyła studia na wydziale aktorskim Państwowej Wyższej Szkoły Teatralnej w Krakowie.
W 2005 zadebiutowała na dużym ekranie rolą w filmie Franco de Peny Masz na imię Justine, a za rolę w filmie otrzymała wiele nagród, m.in. Nagrodę Prezydenta Gdyni za najlepszy debiut na Festiwalu Polskich Filmów Fabularnych w Gdyni i nagrodę za główną rolę kobiecą na Międzynarodowym Festiwalu Filmowym w Mons. W kolejnych latach współpracowała m.in. z Władysławem Pasikowskim, Filipem Bajonem czy Ryszardem Bugajskim. Największą popularność przyniósł jej film Dlaczego nie! Ryszarda Zatorskiego, w którym zagrała główną rolę ambitnej i uroczej Małgosi.
Karierę teatralną rozpoczęła w 2005 w Teatrze im. Juliusza Słowackiego w Krakowie spektaklami Miarka za miarkę Szekspira w reżyserii Heleny Kaut-Howson i główną rolą Niny Zariecznej w Mewie Czechowa, spektaklu wyreżyserowanym przez Andrzeja Domalika. Później współpracowała z wieloma reżyserami m.in. z Eugeniuszem Korinem, Michałem Zadarą, Jacquiem Lassallem czy Andrzejem Sewerynem, któremu partneruje na deskach Teatru Polskiego w Warszawie. W kwietniu 2006 została wyróżniona listem gratulacyjnym od Prezydenta Rzeczypospolitej Polskiej. Stworzyła wiele ról w Teatrze Polskiego Radia. W 2014 zdobyła nagrodę za najlepszą główną rolę kobiecą – rolę Salome w słuchowisku Salome w reżyserii Dariusza Błaszczyka – na Festiwalu Polskiego Radia i Teatru Telewizji „Dwa Teatry” w Sopocie. Rok później na tym samym festiwalu otrzymała nagrodę za najlepszą rolę drugoplanową.
W 2015 uczestniczyła w programie rozrywkowym Polsatu Dancing with the Stars. Taniec z gwiazdami, z którego po kilku tygodniach wycofała się z powodu kontuzji doznanej na treningach do jednego z odcinków. Jest ambasadorką Fundacji La Strada, działającej przeciwko handlowi ludźmi i niewolnictwu.

## Życie prywatne
Była związana z muzykiem Czesławem Mozilem (2011–2013) oraz aktorem Przemysławem Wyszyńskim (2014–2019). W 2021 poślubiła dziennikarza i ówczesnego dyrektora programowego TVN Edwarda Miszczaka, z którym jest związana od 2019. Jej stryjem był aktor, dziennikarz i poseł na Sejm RP Bronisław Cieślak.

## Filmografia
| Rok       | Tytuł                                  | Rola                                                             | Uwagi       |
| --------- | -------------------------------------- | ---------------------------------------------------------------- | ----------- |
| 2003–2008 | Glina                                  | Julia Gajewska, córka Andrzeja                                   | odc. 1-25   |
| 2004      | Pensjonat pod Różą                     | Ewelina, dziewczyna Rafała                                       | odc. 26     |
| 2004      | Ono                                    |                                                                  |             |
| 2004      | Karol. Człowiek, który został papieżem | Tesia Kluger, siostra Jerzego                                    |             |
| 2005      | Masz na imię Justine                   | Mariola Szymańska                                                |             |
| 2005–2006 | Egzamin z życia                        | Joanna Wierzyńska                                                |             |
| 2006–2007 | Na dobre i na złe                      | doktor Alicja Siedlecka, anestezjolog                            |             |
| 2006–2007 | Góra Góry                              | Monika                                                           |             |
| 2007      | Dlaczego nie!                          | Małgosia, studentka ASP                                          |             |
| 2008      | Jak żyć?                               | Ewa                                                              |             |
| 2008      | Czas honoru                            | siostra Róża                                                     | odc. 2-13   |
| 2009      | Piksele                                | Alicja                                                           |             |
| 2009      | Prymas w Komańczy                      | Lilka Wentowska                                                  |             |
| 2009      | Generał Nil                            | Maria Fieldorf, córka Emila                                      |             |
| 2009      | Generał                                | pielęgniarka                                                     | odc. 3      |
| 2010      | Śluby panieńskie                       | Aniela Dobrójska                                                 |             |
| 2010–2011 | Ludzie Chudego                         | Podkomisarz Sylwia Łukaszewicz, była żona Łukasza                | odc. 5-26   |
| 2011      | Rezydencja                             | Basia Kochanowska                                                |             |
| 2012      | Szkoła żon                             | Agnieszka                                                        |             |
| 2012      | Komisarz Alex                          | Julia Krawczyk                                                   | odc. 21     |
| 2012      | Hotel 52                               | Magda, żona Janusza                                              | odc. 70     |
| 2013      | Ojciec Mateusz                         | Magdalena Kozłowska                                              | odc. 123    |
| 2014      | Prawo Agaty                            | Laura Podolska                                                   | odc. 71     |
| 2014      | O mnie się nie martw                   | Rudzka                                                           | odc. 5      |
| od 2014   | Na Wspólnej                            | Joanna Budzyńska                                                 |             |
| 2015      | Chemia                                 | pielęgniarka przy mastektomii                                    |             |
| 2017      | Ojciec Mateusz                         | Wanda Rzemyk                                                     | odc. 230    |
| 2018      | Komisarz Alex                          | dyrektorka                                                       | odc. 131    |
| 2020      | Osiecka                                | Hanka Olszewska, redaktorka Redakcji Rozrywki Telewizji Polskiej | odc. 6      |
| 2020–2024 | Szadź                                  | Monika Wolnicka, żona Piotra                                     |             |
| 2021      | Ojciec Mateusz                         | Emilia Krupa                                                     | odc. 325    |
| 2021      | Czarna owca                            | Justyna                                                          |             |
| 2022      | Apokawixa                              | mama Agi                                                         |             |
| 2022–2023 | Mój agent                              | Ewa Waszczyk                                                     |             |
| 2023      | Rafi                                   | Karolina Kolbus                                                  |             |
| 2023      | Dziewczyna i kosmonauta                | Karolina Borowska                                                |             |
| 2024      | The Office PL                          | Kamila, kuzynka Lewana                                           | odc. 42, 47 |
| 2025      | Sami w domu                            | Klementyna                                                       |             |

## Teatr
Teatr im. Juliusza Słowackiego w Krakowie
| Rok  | Tytuł                                                         | Rola                    |
| ---- | ------------------------------------------------------------- | ----------------------- |
| 2005 | Miarka za miarkę, reż. H. Kaut-Howson                         | Julia/Więzień/Zakonnica |
| 2005 | Mewa, reż. A. Domalik                                         | Nina Zarieczna          |
| 2006 | Elektra, reż. B. Sass                                         | Chrysotemis             |
| 2006 | Kordian, reż. J. Wiśniewski                                   | Laura                   |
| 2006 | Pułapka, reż. K. Babicki                                      | Felicja                 |
| 2008 | Bliżej, reż. R. Klijnstra                                     | Alice                   |
| 2008 | Post-Makbet. Żart sceniczny reż. Krzysztof Orzechowski        |                         |
| 2008 | Dracula, reż. Artur Tyszkiewicz                               | Mina Murray             |
| 2009 | Zakręcony Słowacki, czyli noc w malinach, reż. K. Orzechowski |                         |

Teatr Polski w Warszawie
| Rok  | Tytuł                                                           | Rola                    |
| ---- | --------------------------------------------------------------- | ----------------------- |
| 2011 | Szkoła żon, reż. J. Lassalle                                    | Agnieszka               |
| 2012 | Czas kobiet, reż. N. Chalezin                                   | Kalada                  |
| 2012 | Burza, reż. D. Jemmett                                          | Miranda                 |
| 2013 | Irydion, reż. Andrzej Seweryn                                   | Elsinoe                 |
| 2014 | Król Lear, reż. J. Lassalle                                     | Regana                  |
| 2017 | Mąż i żona, reż. J. Kilian                                      | Justysia                |
| 2017 | Dom lalki, reż. A. Wróblewska-Lipiec                            | Krystyna Linde          |
| 2018 | Miny polskie, reż. Mikołaj Grabowski                            | Aktorka                 |
| 2018 | Pożar w burdelu. Duchy. Musical spirytystyczny, reż. M. Walczak | –                       |
| 2018 | Ferdynand Wspaniały, reż. P. Wyszyński                          | –                       |
| 2018 | Kurka wodna, reż. Anna Wieczur-Bluszcz                          | Elżbieta Flake-Prawacka |
| 2024 | Dom otwarty, reż. Krystyna Janda                                | Janina                  |

Teatr Współczesny w Krakowie
- 2005 – Cz@t. Projekt rozmyślnie niedokończony, reż. A. Cianciara, B. Jarzymowski,

Krakowski Teatr Scena STU Kraków
- 2007 – Biesy, reż. K. Jasiński; rola: Lizawieta Nikołajewna Tuszyn
- 2010 – Król Lear, reż. K.Jasiński; rola: Regana

Teatr 6.piętro w Warszawie
- 2010 – Zagraj to jeszcze raz, Sam, reż. Eugeniusz Korin; rola: Linda
- 2016 – Miłość w Saybrook, reż. E. Korin; rola: Sandy

Teatr Komedia w Krakowie
- 2013 – 3 razy łóżko, reż. P. Dąbrowski; rola: Młoda

Teatr Centrala Warszawa
- 2013 – Wszyscy byli odwróceni, reż. Michał Zadara

Teatr Kwadrat im. Edwarda Dziewońskiego w Warszawie
- 2013 – Ciotka Karola 3.0, reż. Andrzej Nejman; rola: Kitty Verdun
- 2015 – Okno na parlament, reż. M. Sławiński; rola: Izabela Mazurek
- 2018 – Tydzień nie dłużej, reż. M. Sławiński

Teatr Polskiego Radia
| Rok                                        | Tytuł                                                                                      | Rola                                  |
| ------------------------------------------ | ------------------------------------------------------------------------------------------ | ------------------------------------- |
| 2012                                       |                                                                                            |                                       |
| Amaterasu, reż. W. Modestowicz             | Yoshiko                                                                                    |                                       |
| Układ, reż. W. Modestowicz                 | Dziennikarka                                                                               |                                       |
| Aktorzy w dobrej wierze, reż. E. Wojtaszek | Andżelika                                                                                  |                                       |
| Drzwi, reż. J. Kukuła                      | Joanna                                                                                     |                                       |
| 2013                                       | Benefis, reż. J. Warenycia                                                                 | Elunia                                |
| 2013                                       | Wypożyczalnia ludzi, reż. J. Kukuła                                                        | Agnes                                 |
| 2013                                       | Casting, czyli długa rozmowa o filmie, którego nie będziesz chciał oglądać, reż. J. Kukuła | Justyna-Weronika                      |
| 2013                                       | Pasażer Luter, reż. D. Błaszczyk                                                           | Dziewczyna                            |
| 2013                                       | Kotka Brygidy, reż. W. Modestowicz                                                         | Róża                                  |
| 2013                                       | Salome, reż. D. Błaszczyk                                                                  | Salome                                |
| 2013                                       | Królowa i Szekspir, reż. J. Kukuła                                                         | Lady Southwell                        |
| 2014                                       | Tyś jest jak dzień wiosenny, reż. J. Kukuła                                                |                                       |
| 2014                                       | Pętla, reż. W. Modestowicz                                                                 | Krystyna                              |
| 2014                                       | Ukryty w słońcu, reż. D. Błaszczyk                                                         | Joanna                                |
| 2014                                       | Odyseja Xięcia, reż. D. Błaszczyk                                                          | Irena                                 |
| 2014                                       | Koniec wieńczy dzieło, reż. J. Kukuła                                                      | Maria                                 |
| 2014                                       | Meeting koneserów, reż. W. Modestowicz                                                     | Susanne                               |
| 2015                                       | Zło, reż. J. Kukuła                                                                        | Marysia                               |
| 2015                                       | Wakacyjna gra, reż. D. Nikołajew                                                           | Anna                                  |
| 2015                                       | Sen nocy jesiennej, reż. J. Kukuła                                                         | Jagna                                 |
| 2015                                       | Przygody Kaktusa i Małego, czyli zdrowy obiad ciotki Margaret, reż. J. Kukuła              | Mama                                  |
| 2015                                       | Przygody Kaktusa i Małego, czyli Ogień kiedyś i dziś, reż. J. Kukuła                       | Mama                                  |
| 2015                                       | Przygody Kaktusa i Małego, czyli z małej kropli duży basen, reż. J. Kukuła                 | Mama                                  |
| 2015                                       | Przygody Kaktusa i Małego, czyli prywatna elektrownia, reż. J. Kukuła                      | Mama                                  |
| 2015                                       | Libertango, reż. J. Kukuła                                                                 | Hanna                                 |
| 2015                                       | Przygody Kaktusa i Małego, czyli kolorowy świat Kaktusa, reż. J. Kukuła                    | Mama                                  |
| 2015                                       | Przygody Kaktusa i Małego, czyli największa cieplarnia świata, reż. J. Kukuła              | Mama                                  |
| 2015                                       | Przygody Kaktusa i Małego, czyli mała bateria i wielki kłopot, reż. J. Kukuła              | Mama                                  |
| 2015                                       | Przygody Kaktusa i Małego, czyli Kaktus sprząta świat, reż. J. Kukuła                      | Mama                                  |
| 2015                                       | Przygody Kaktusa i Małego, czyli jak zdobyć gitarę i uratować las, reż. J. Kukuła          | Mama                                  |
| 2015                                       | Przygody Kaktusa i Małego, czyli Kaktus na tropie elektroszmelcu, reż. J. Kukuła           | Mama                                  |
| 2016                                       | Wizyta, reż. J. Gąsiorowski                                                                | Marzena                               |
| 2016                                       | Woodylove, reż. K. Michałkiewicz                                                           | Vicky                                 |
| 2016                                       | Król Lear, reż. J. Kukuła                                                                  | Kordelia                              |
| 2016                                       | Sen nocy letniej.Szkice, reż. D.Błaszczyk                                                  | Hermia                                |
| 2016                                       | Król, reż. J. Kukuła                                                                       | –                                     |
| 2016                                       | Panny z Wilka, reż. D.Błaszczyk                                                            | Tunia/Duch Feli                       |
| 2016                                       | Zagłoba swatem, reż. J. Warenycia                                                          | Zofia                                 |
| 2016                                       | Diabeł, reż. J. Kukuła                                                                     | Lotte Meier                           |
| 2016                                       | Nie jestem wielbłądem, reż. M. Troński                                                     | Kazimiera Kruszelnicka/ Młoda aktorka |
| 2017                                       | Próba, reż. J. Kukuła                                                                      | Anna Nowak                            |
| 2017                                       | Aktorstwo. Sześć pierwszych lekcji, reż. P. Ciołkosz                                       | Istota                                |
| 2017                                       | Do widzenia, jutra nie będzie, reż. J. Kukuła                                              | Joanna Borecka                        |
| 2017                                       | Maria Konopnicka, Autobiografia, reż. J. Kukuła                                            | Kobieta                               |
| 2017                                       | Cud na Nowolipkach, reż. A.Mastalerz                                                       | Krystyna                              |
|                                            | Czas życia taki krótki.Ostatnie urodziny Józefa Piłsudkiego. reż. J.Kukuła                 | Iłłakowiczówna                        |
| 2018                                       | Dlaczego mi to robisz, reż. J.Kukuła                                                       | Ewa Zalik, dyrektor szkoły            |
|                                            | Wesele, reż. D.Błaszczyk                                                                   | Zosia                                 |

## Polski dubbing
- 2008: Asterix na Olimpiadzie – księżniczka Irina
- 2009: Gwiazda Kopernika – Anna
- 2011: Matki w mackach Marsa – Ki
- 2013: Thor: Mroczny świat – Jane Foster
- 2013: Kraina lodu – Anna
- 2014: Czarnoksiężnik z Oz: Powrót Dorotki – Dorotka
- 2014: Siedmiu krasnoludków ratuje Śpiącą Królewnę – Śpiąca Królewna
- 2015: Mały książę – Róża
- 2015–2019: Star Butterfly kontra siły zła – Star
- 2016: Gdzie jest Dory? – Nadzieja
- 2016: My Little Pony: Equestria Girls: Legenda Everfree – Sunset Shimmer
- 2017: My Little Pony: Equestria Girls – Sunset Shimmer
- 2017: My Little Pony: Equestria Girls – Sunset Shimmer
- 2019: Kraina lodu II – Anna
- 2019: Bia – Helena Urquiza / Ana da Silvo

### Gry komputerowe
- 2013: The Last of Us – Ellie
- 2015: Wiedźmin 3: Dziki Gon – Ciri
- 2016: Overwatch – Sombra
- 2017: Lego Marvel Super Heroes 2 – Thor (Jane Foster)
- 2020: The Last of Us Part II – Ellie

## Teledyski
- Mijamy (2003) – udział w teledysku Krzysztofa Krawczyka
- Kłamiesz (2014) – udział w teledysku Renaty Przemyk

## Nagrody i wyróżnienia
- 2005 – Nagroda Prezydenta miasta Gdynia za Najlepszy Debiut w filmie Your name is Justine reż. Franco de Pena na Festiwalu Filmów Fabularnych
- 2006 – Nagroda za główną rolę kobiecą na Międzynarodowym Festiwalu Filmowym w Mons (Belgia) za film Your name is Justine reż. Franco de Pena
- 2006 – Nagroda „Jańcio Wodnik” za najlepszą rolę kobiecą w filmie Your name is Justine reż. Franco de Pena na Ogólnopolskim Festiwalu Sztuki Filmowej „Prowincjonalia” we Wrześni.
- 2006 – List gratulacyjny od Prezydenta Rzeczypospolitej Polskiej
- 2007 – Nagroda Związku Artystów Scen Polskich im. Leona Schillera
- 2014 – Nagroda za najlepszą rolę kobiecą w słuchowisku Salome, reż. Dariusz Błaszczyk, na Festiwalu Teatru Polskiego Radia i Teatru Telewizji Polskiej „Dwa Teatry” w Sopocie.
- 2015 – Nagroda za najlepszą rolę drugoplanową rolę kobiecą w słuchowisku Ukryty w słońcu, reż. Dariusz Błaszczyk, Festiwalu Teatru Polskiego Radia i Teatru Telewizji Polskiej „Dwa Teatry” w Sopocie.